# San Pedro (Iruya)
San Pedro ist eine Ortschaft im Nordwesten Argentiniens. Sie gehört zum Departamento Iruya in der Provinz Salta und liegt nordöstlich des Dorfes Iruya, auf der Cordillera Oriental am Fluss Nazareno.
San Pedro gehört zur Gemeinde Iruya.